# Acton Park
Acton Park is een plaats in de regio South West in West-Australië. Het maakt deel uit van het lokale bestuursgebied (LGA) City of Busselton, waarvan Busselton de hoofdplaats is. Acton Park ligt ongeveer 230 kilometer ten zuiden van de West-Australische hoofdstad Perth en een vijftiental kilometer buiten het centrum van Busselton. In 2021 telde Acton Park 92 inwoners.
In de jaren 1920 werden aan de hand van Soldier Settlement Schemes teruggekeerde soldaten in de streek gevestigd. In 1924 werd er een gemeenschapszaal, de 'Acton Park Hall', gebouwd. In 1986 werd de gemeenschapszaal heropgebouwd. Acton Park werd in 1987 officieel gesticht.